# Gea de Albarracín
Gea de Albarracín é um município da Espanha na província de Teruel, comunidade autónoma de Aragão. Tem 57,45 km² de área e em 2021 tinha 378 habitantes (densidade: 6,6 hab./km²).

## Demografia
| Variação demográfica do município entre 1991 e 2004 | Variação demográfica do município entre 1991 e 2004 | Variação demográfica do município entre 1991 e 2004 | Variação demográfica do município entre 1991 e 2004 |
| --------------------------------------------------- | --------------------------------------------------- | --------------------------------------------------- | --------------------------------------------------- |
| 1991                                                | 1996                                                | 2001                                                | 2004                                                |
| 501                                                 | 503                                                 | 431                                                 | 434                                                 |